# Trung tâm Thiên văn học Toruń

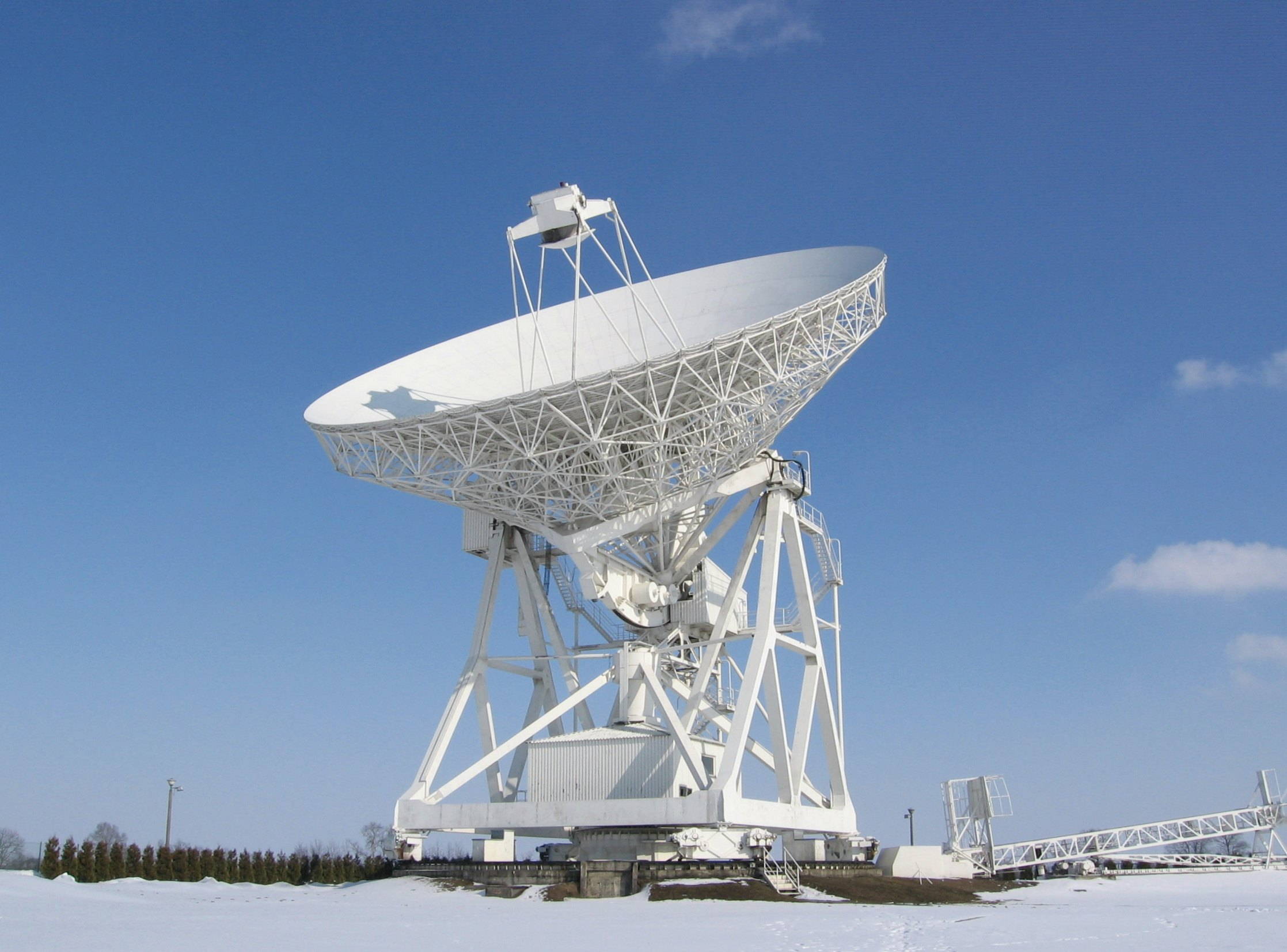
Ăng-ten Toruń 32 mét - RT4

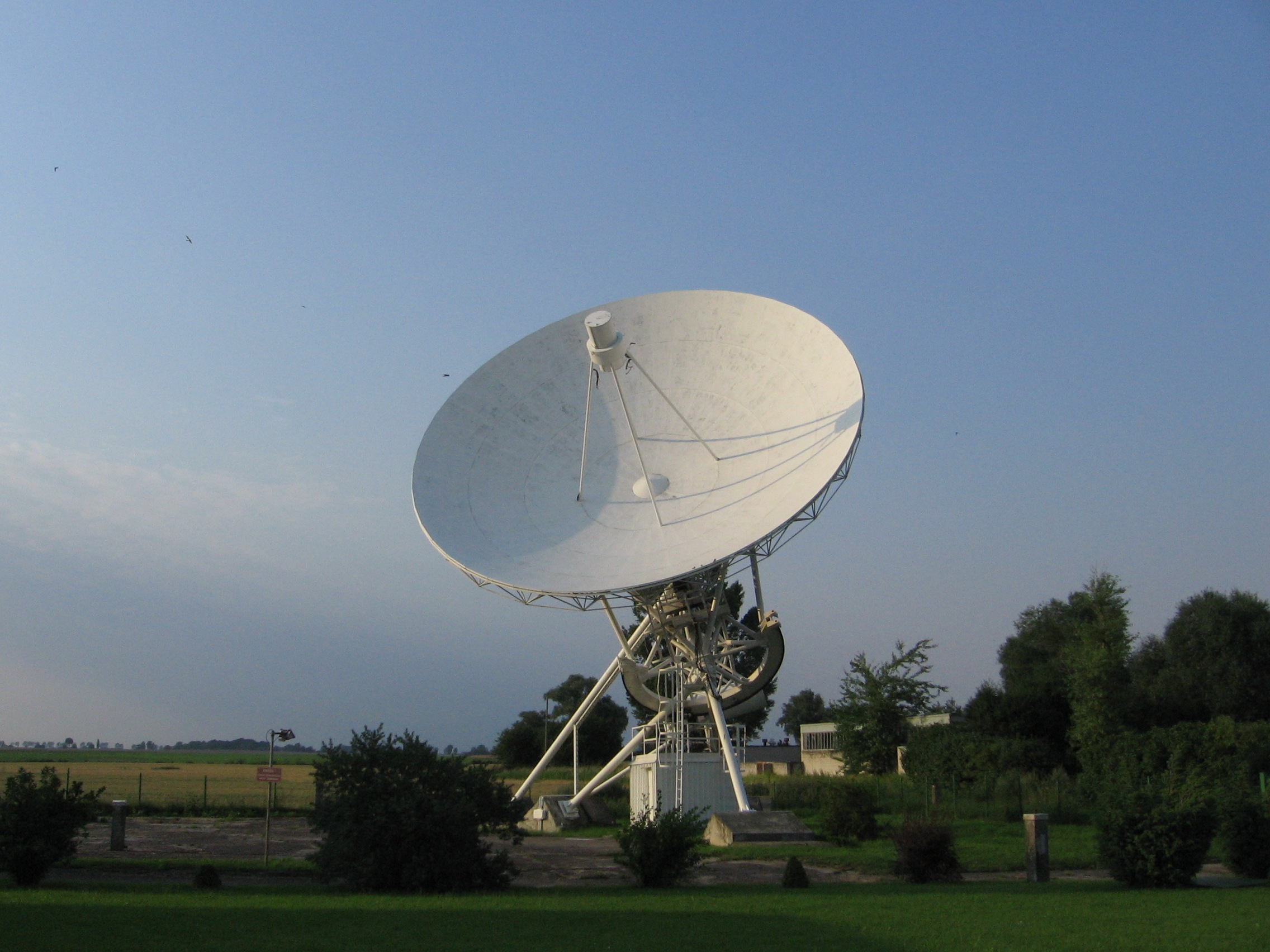
Ăng-ten Toruń 15 mét - RT3

Trung tâm Thiên văn học Toruń là một đài phát thanh và là một đài quan sát nằm ở (53°5′42,9″B 18°33′45,9″Đ / 53,08333°B 18,55°Đ) ở Piwnice, khoảng 15 km về phía bắc Toruń, Ba Lan. Nó bao gồm hai kính thiên văn ăng ten một đĩa, đường kính 32 mét và 15 mét, cũng như kính viễn vọng quang học lớn nhất Ba Lan - Máy ảnh Schmidt-Cassegrain 90 cm. Cơ sở được điều hành bởi Đại học Nicolaus Copernicus. Ngoài ra, trắc quang sử dụng kính thiên văn Cassegrain 60 cm được thực hiện và các phép đo vô tuyến của Mặt trời ở Tần số 127 MHz đã được ghi lại hàng ngày kể từ năm 1958 bằng cách sử dụng 23 m giao thoa kế.

## Thiên văn vô tuyến
Từ năm 1981, đài thiên văn là một phần của mạng lưới kính viễn vọng vô tuyến trên toàn thế giới tham gia vào VLBI (Giao thoa kế đường cơ sở rất dài). Kính thiên văn 32m là một công trình nặng 620 tấn được thiết kế bởi Zygmunt  Bujakowski dựa trên các thông số hình học ban đầu được tạo ra bởi Tiến sĩ Jerzy Usowicz. Nó được sử dụng trong các thí nghiệm VLBI, cũng như các phép đo phổ, thông lượng, phân cực và quan sát xung. Hiện tại máy thu cho tần số 1.4-1.8 GHz, 5 GHz, 6,5 GHz, 10,8 GHz và 30 GHz đang được sử dụng.
Kính viễn vọng 15m được sử dụng để đào tạo sinh viên của Đại học Nicolaus Copernicus.
Vai trò của đài quan sát như một trạm VLBI là duy nhất ở trung tâm / đông Âu. Hợp tác quốc tế và tham gia vào các dự án nghiên cứu khác nhau của châu Âu là hoạt động chính của bộ phận này. Nghiên cứu tập trung vào các quan sát và giải thích lý thuyết về các quá trình vật lý trong các khu vực hoạt động nhỏ gọn của các thiên hà vô tuyến và chuẩn tinh, vũ trụ học quan sát, thời gian của các xung, tìm kiếm các hệ hành tinh mới và nghiên cứu Hệ mặt trời. Ngoài ra, việc phát triển thiết bị đo cho thiên văn vô tuyến (máy thu nhiễu cực thấp, máy quang phổ, bộ biến tần, điện tử kỹ thuật số, hệ thống điều khiển) cũng là một phần quan trọng của các hoạt động trong đài quan sát. Từ năm 1997, Khoa Thiên văn vô tuyến đã là một phần của Trung tâm Thiên văn học Toruń thuộc Khoa Vật lý, Thiên văn học và Tin học Ứng dụng của Đại học Nicolaus Copernicus ở Toruń. Từ năm 1998, cơ quan này đảm nhận chức năng bổ sung của một Cơ sở Quốc gia với mục đích chính là phục vụ các nhà thiên văn học Ba Lan và nhấn mạnh hợp tác quốc tế.

## WASP-3c & TTV
Biến thể thời gian chuyển tiếp (TTV), một biến thể của phương thức vận chuyển, đã được sử dụng để khám phá một ngoại hành tinh WASP-3c của Đài thiên văn Rozhen, Đài thiên văn Jena và Trung tâm thiên văn học Toruń.